# 切爾沃納奧里利卡
49°5′52″N 34°36′7″E / 49.09778°N 34.60194°E
紅奧里利卡（烏克蘭語：Червона Орілька）是位於烏克蘭中部的村莊，由第聶伯羅彼得羅夫斯克州裡第聶伯羅區的察里昌卡市鎮負責管轄。該村處於莫克拉扎普拉夫卡河左岸，距離米哈伊利夫卡3公里，海拔高度71米，2001年人口56。